# 미야노마에 정류장
미야노마에 정류장(일본어: 宮ノ前停留場)은 일본 도쿄도 아라카와구 니시오구 2초메에 있는 도쿄 도 교통국 도덴 아라카와 선의 정류장이다.

## 정류장 구조
상대식 승강장 2면 2선의 지상역 구조이다. 두 개의 플랫폼은 다소 떨어져 있다. 아라카와 선에서 유일하게 플랫폼이 상하행 모두 다 도로 위에 있는 정류장이다.
현재는 차도와 궤도 부지 사이에 플랫폼이 있지만 센터 리져 베이션화가 되기 전에는 궤도 부지가 세워졌고 보도의 일부가 플랫폼으로 인상된 형태였다.

## 정류장 주변
- 하치만 신사(오쿠만 신사)
- 오구 소방서
- 오구 경찰서
- 도쿄 여자 의과 대학 히가시 의료 센터
- 아라카와 구립 오구 도서관
- 오구 구민 사무소

## 역사
- 1913년 4월 1일: 영업 개시.
- 1942년 2월 1일: 도쿄 시에 사업 양도로 인한 도쿄 시덴 정류장이 됨.
- 1943년 7월 1일: 도제 시행으로 도쿄 도 전차(도덴)의 정류장이 됨.
- 2003년 10월 18일: 도로 확장 공사로 인하여 미노와다리 방향으로 50m 이동됨.

## 인접 정류장
| 도쿄 도 교통국 ■ 도덴 아라카와 선 | 도쿄 도 교통국 ■ 도덴 아라카와 선 | 도쿄 도 교통국 ■ 도덴 아라카와 선 |
| --------------------------------- | --------------------------------- | --------------------------------- |
| 오다이 와세다 방면                |                                   | 구마노마에 미노와바시 방면        |